# Südende

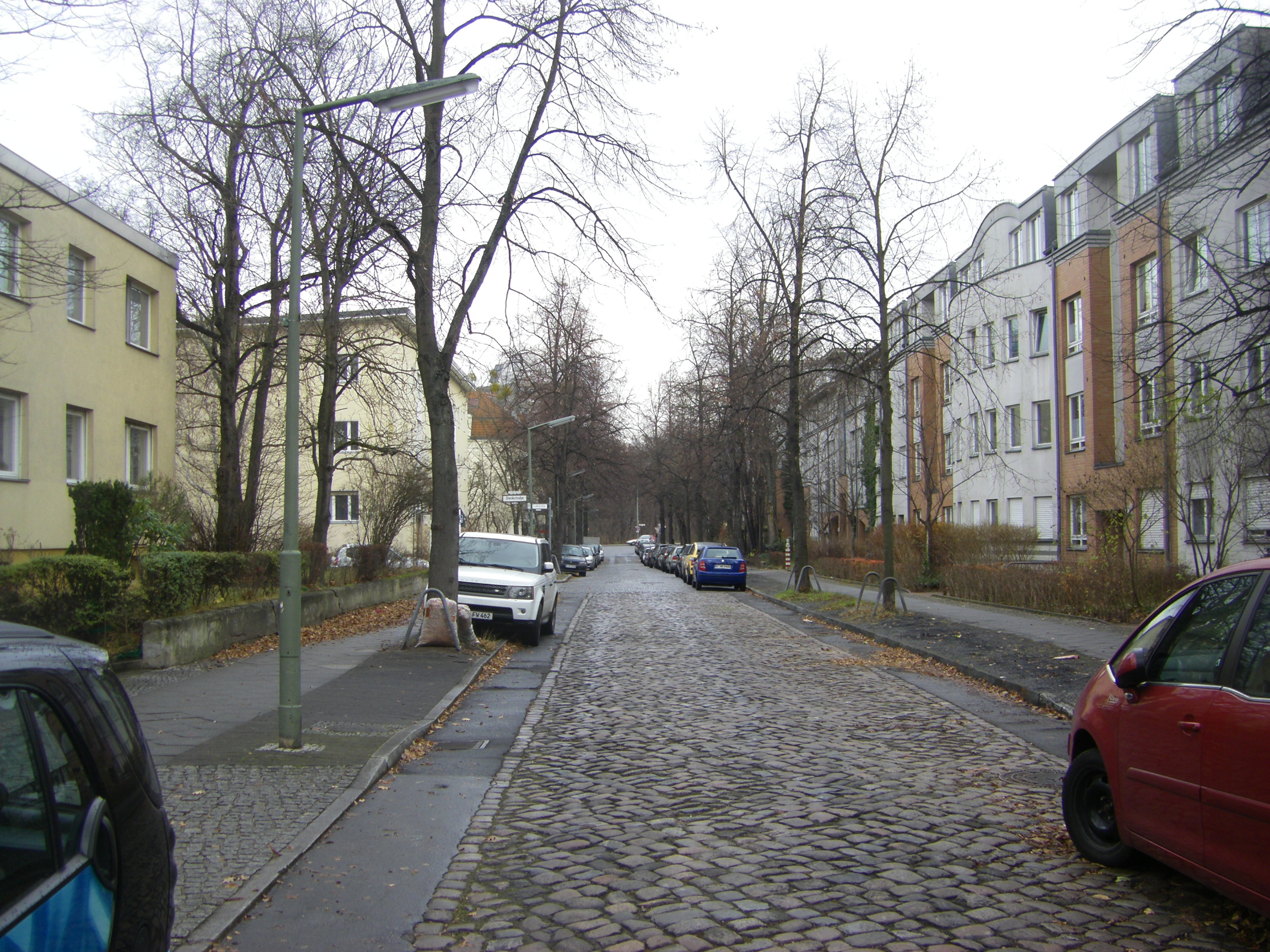
Typowa ulica w Südende (Buhrowstraße)

Jako Südende określana jest dawna dzielnica willowa w Berlinie, w okręgu administracyjnym Steglitz-Zehlendorf, w dzielnicy Steglitz.

## Położenie
Südende rozciąga się na 1400 m (północ-południe) i około 1 kilometra (wschód-zachód). Najniżej położony punkt leży 47,9 m n.p.m., najwyżej 64,9 m n.p.m.
Historyczne granice Südende tworzą: na północy dzisiejsze kąpielisko przy wzniesieniu Insulaner, na zachodzie ulice Steglitzer Damm, Borstellstraße, Benzmannstraße oraz Stephanstraße, na południu ulica Schünemannweg, na wschodzie linia kolejowa Dresdener Bahn.

## Historia
Przed 1872 r. dzisiejsze Südende było dzikim terenem piasków i bagien, należącym do dwóch chłopów z Mariendorfu. Jedynym budynkiem, nie licząc małych budek kolejowych, był domek myśliwski "Douglas".
Po sprzedaży terenu 26 sierpnia 1872 r. utworzono spółkę Terrain-Gesellschaft Südende jako konsorcjum banku i kolei. Wysokość kapitału wynosiła 800.000 talarów. Od 1873 r. na obszarze 88 hektarów, podzielonych na 427 działki różnej wielkości, powstała kolonia willowa Südende, jako willowe przedmieście Berlina w stylu wiejskim. 19 lipca 1873 r. potwierdzono oficjalnie nazwę Südende i 27 sierpnia tego samego roku wpisano do rejestru państwowego Królestwa Prus.
W roku 1878 wygasła odpowiedzialność spółki Terrain wobec Südende, stało się to na skutek trudności finansowych spowodowanych światowym wielkim kryzysem ekonomicznym z 1873 r. Spółka istniała do 27 sierpnia 1941 r. z siedzibą w Berlinie i Karlsruhe, po czym uległa rozwiązaniu.
Od 1900 r. powstawało coraz więcej trzypiętrowych kamienic czynszowych.  
Podczas drugiej wojny światowej Südende doznało dużych zniszczeń, przede wszystkim w nocy z 23 na 24 sierpnia 1943 r. Wtedy to na skutek bombardowania zniszczonych zostało ok. 80% obszaru Südende i sąsiednich kwartałów. Od końca lat 50. prowadzono odbudowę zniszczeń, częściowo dalszą zabudowę, która trwa do dzisiaj.

## Przynależność administracyjna
Pierwotnie Südende było częścią Mariendorfu w powiecie Teltow, przy granicy Berlina. Wraz z utworzeniem Wielkiego Berlina w 1920 r. Südende stało się samodzielnym okręgiem w 12. dzielnicy miasta Steglitz. W 1960 r. przestało być okręgiem i od tego czasu jest częścią okręgu Steglitz. Od 2001 r. należy do szóstej dzielnicy miasta Steglitz-Zehlendorf.

## Architektura

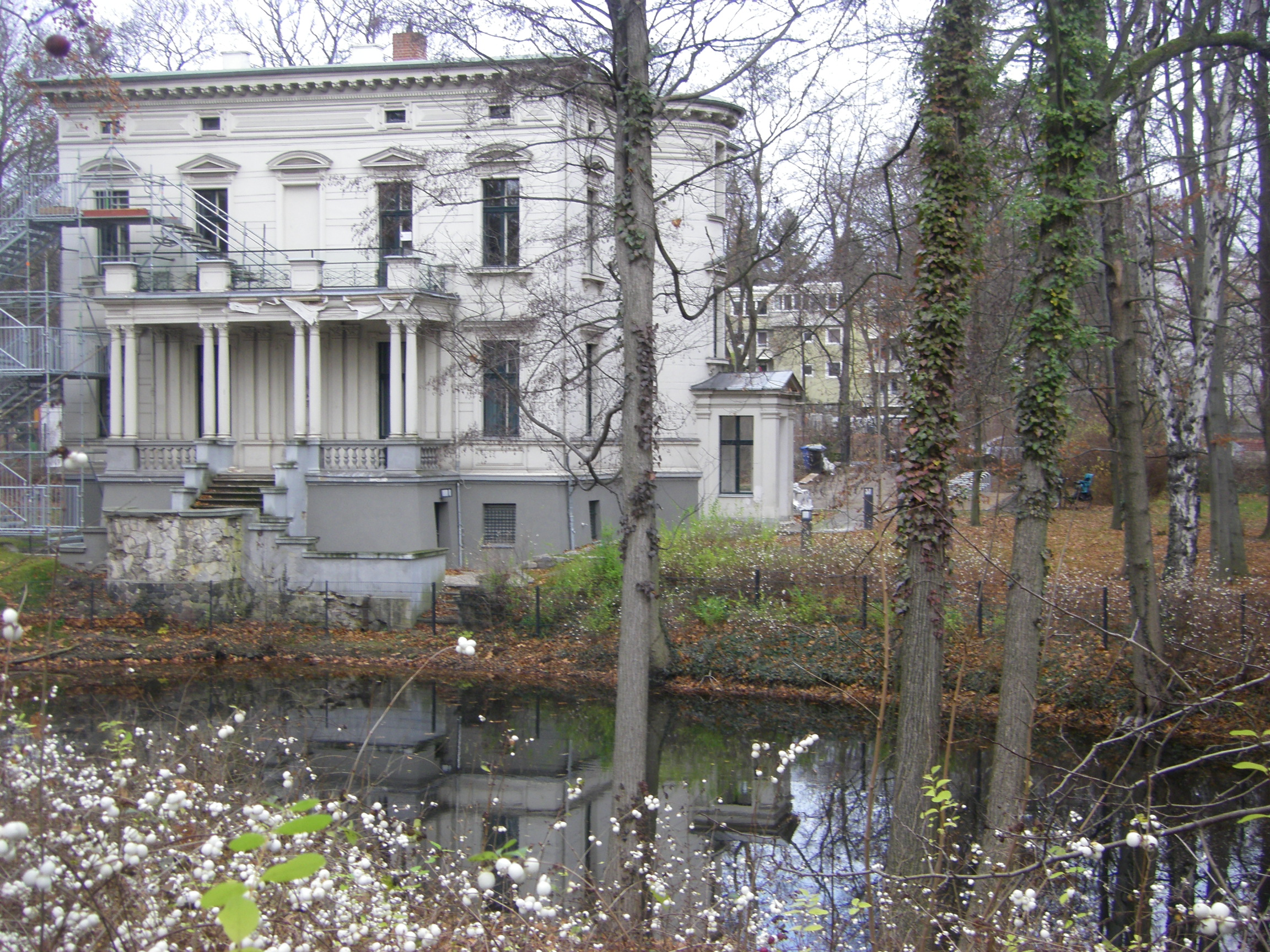
Willa przy Grabertstraße 4

Jednym z niewielu zachowanych przykładów dawnej zabudowy okolicy jest wybudowana w 1872/1873 r. dla bankiera Eduarda Mamrotha klasycystyczna willa przy Grabertstraße 4, która w latach 1963-2005 i od 2008 służyła jako szkoła muzyczna dzielnicy Steglitz-Zehlendorf.

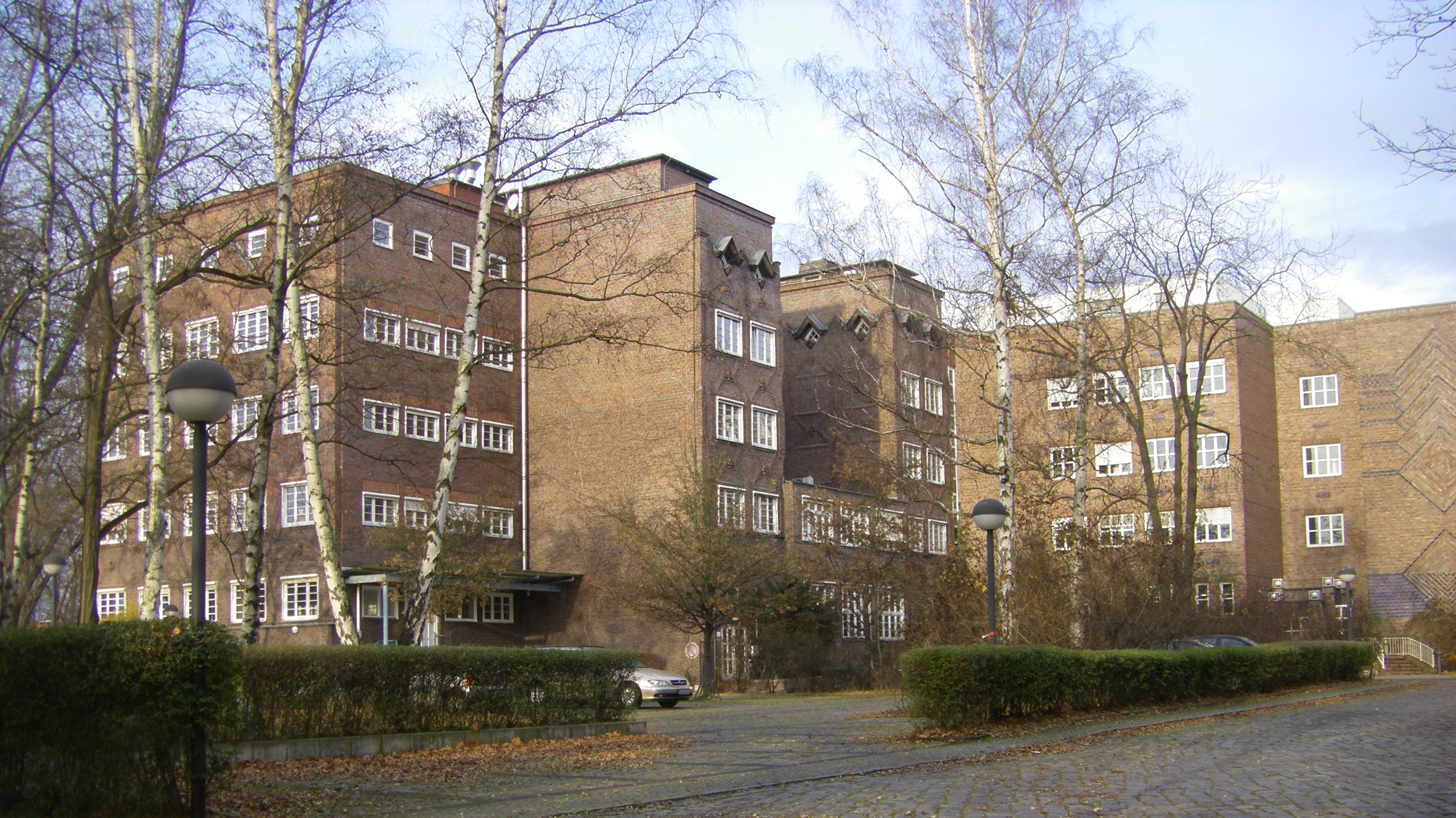
Institut für Pharmazie der FU Berlin

## Podobne dzielnice
Obok Südende można spotkać w Berlinie także Nordend w Niederschönhausen oraz Westend będący dzielnicą Charlottenburg-Wilmersdorfu. Na wschodzie znajduje się jedynie Ostendstraße w Oberschöneweide.